# Knollenkümmel
Knollenkümmel (Bunium), auch wie viele andere Pflanzentaxa auch „Erdknolle“ genannt, ist eine Pflanzengattung innerhalb der Familie der Doldenblütler (Apiaceae). Sie ist ursprünglich in der Alten Welt verbreitet. Von einigen Arten werden Pflanzenteile als Gemüse oder Gewürz verwendet.

## Beschreibung

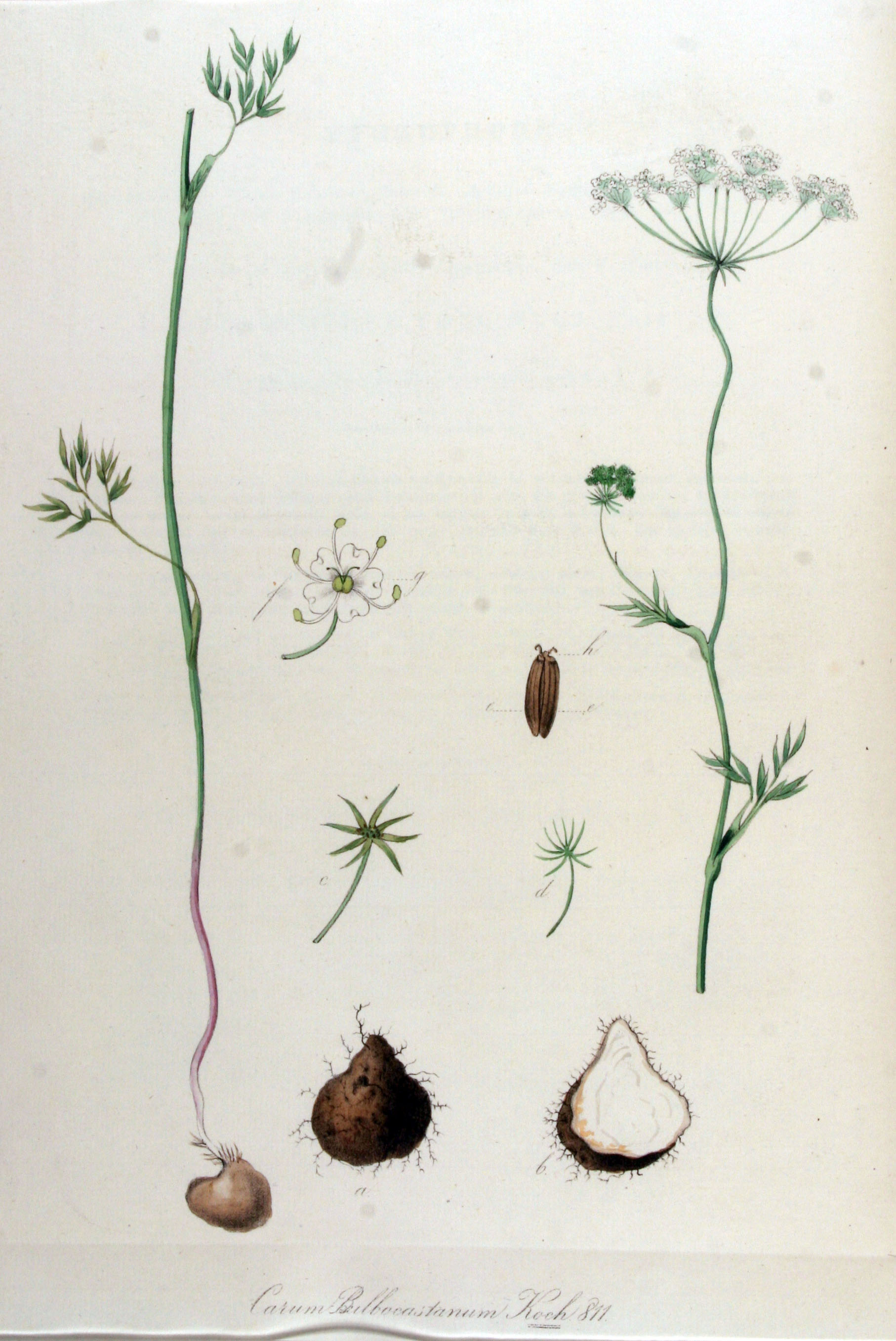
Illustration des Gewöhnlichen Knollenkümmels (Bunium bulbocastanum) aus Flora Batava, Volume 11

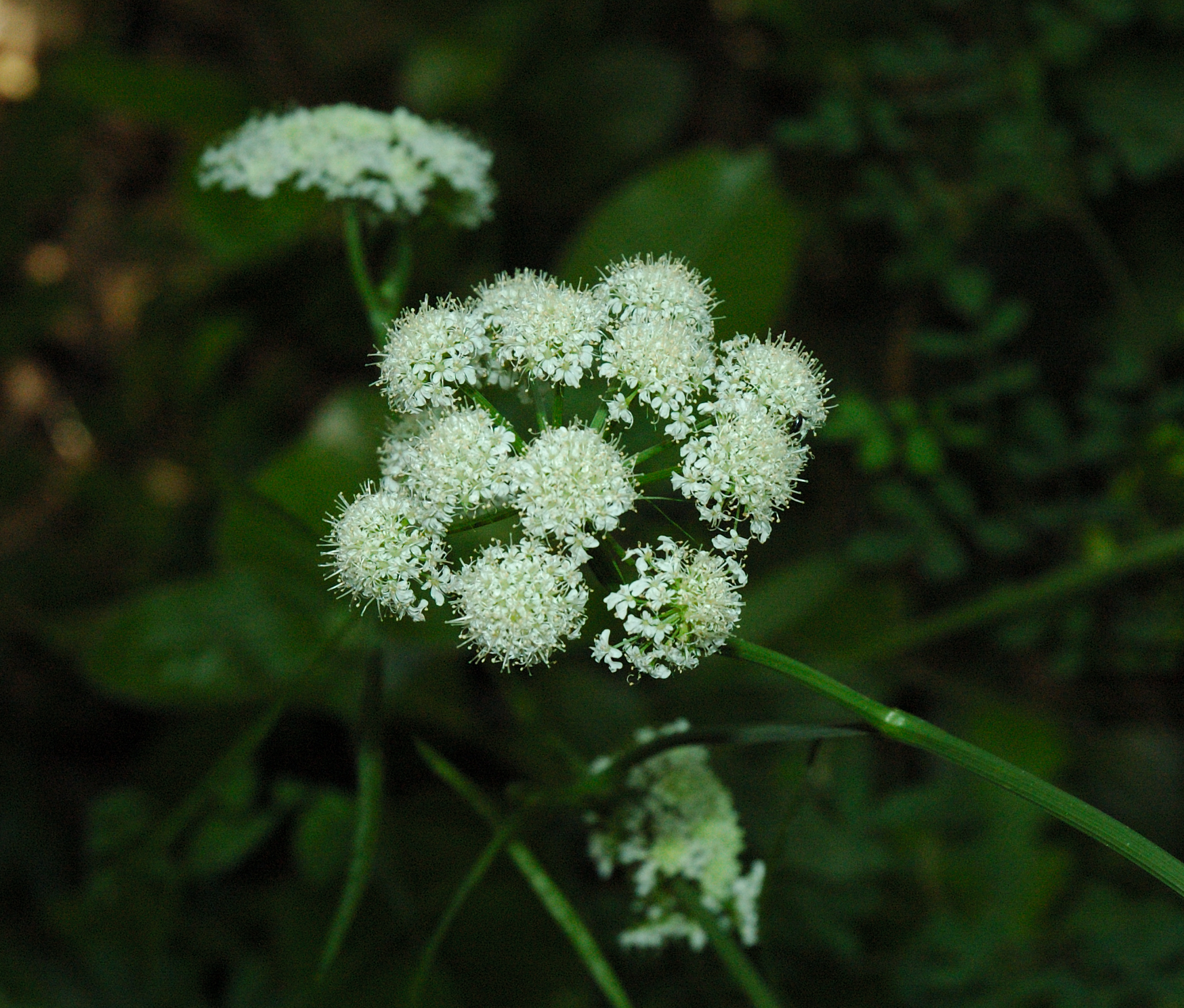
Doppeldoldiger Blütenstand des Gewöhnlichen Knollenkümmels (Bunium bulbocastanum)

### Erscheinungsbild und Laubblätter
Die Knollenkümmel-Arten wachsen als ausdauernde, krautige Pflanzen. Die Wurzeln bilden meist kugelförmige Knollen aus. Alle Pflanzenteile sind kahl.
Die Laubblätter sind stark geteilt, zwei- bis dreifach fiederteilig. Die Blattsegmente sind fadenförmig bis linealisch.

### Blütenstände und Blüten
Die Blüten stehen in doppeldoldigen Blütenständen. Es sind jeweils keine bis drei oder mehr Hüllblätter und die Hüllchenblätter vorhanden sein, die linealisch bis lanzettlich sind.
Die relativ unscheinbaren, meist zwittrigen Blüten sind fünfzählig mit doppelter Blütenhülle. Die fünf Kelchzähne sind nur undeutlich erkennbar. Die fünf freien Kronblätter sind reinweiß bis rosafarben oder rötlich. Die nektarabsondernden Griffelpolster (Stylopodium) sind abgeflacht oder konisch und verschmälern sich abrupt in den kurzen bis langen, zurückgebogenen Griffel. Der unterständige Fruchtknoten ist kahl.

### Früchte
Die Spaltfrucht, bei dieser Familie Doppelachäne genannt, ist eiförmig bis länglich oder zylindrisch und zerfällt in zwei Teilfrüchte. Die Teilfrüchte sind länglich und seitlich abgeflacht, den Teilfrüchten des Kümmels ähnlich. Die erhabenen Hauptrippen sind dick. In den Tälchen gibt es ein bis drei Ölstriemen. Das Nährgewebe ist stumpf fünfeckig und an der Fugenfläche abgeflacht. Der Fruchthalter (Karpophor) teilt sich manchmal nur bis zur Hälfte.

## Systematik und Verbreitung
Die Gattung Bunium wurde 1753 vom schwedischen Botaniker Carl von Linné in Species Plantarum, 1, S. 243 aufgestellt. Typusart ist Bunium bulbocastanum L. Synonyme Bunium L. sind Buniella Schischk., Diaphycarpus Calest. sowie Wallrothia Spreng.
Die Gattung Bunium gehört zur Tribus Pyramidoptereae in der Unterfamilie Apioideae innerhalb der Familie Apiaceae.
Die Bunium-Arten kommen vom Mitteleuropa über den Mittelmeerraum und den Nahen Osten bis Zentralasien, Afghanistan und westliche Pakistan.
Es gibt 30 bis 50 Bunium-Arten:

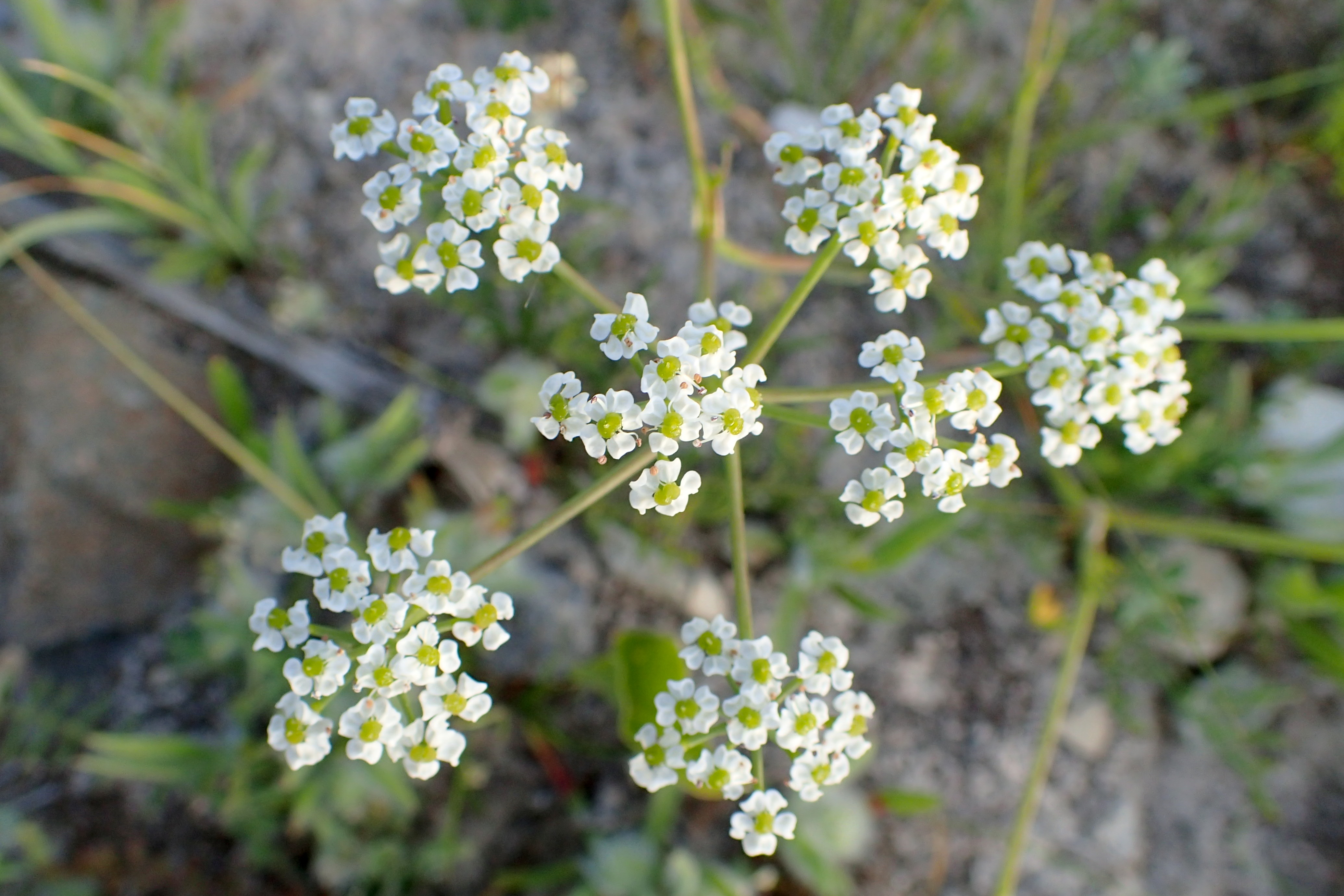
Doppeldoldiger Blütenstand von Bunium ferulaceum

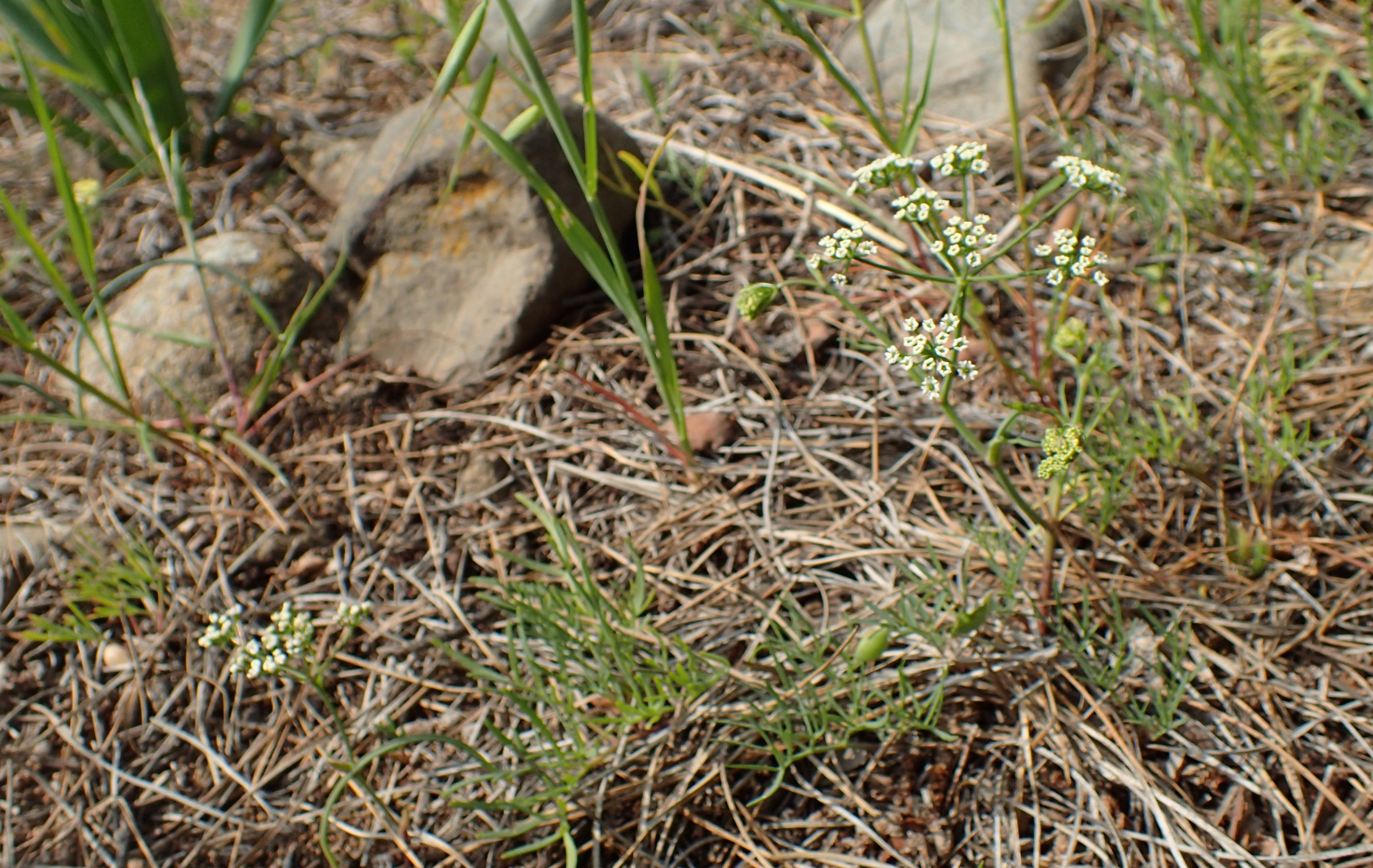
Habitus von Bunium ferulaceum

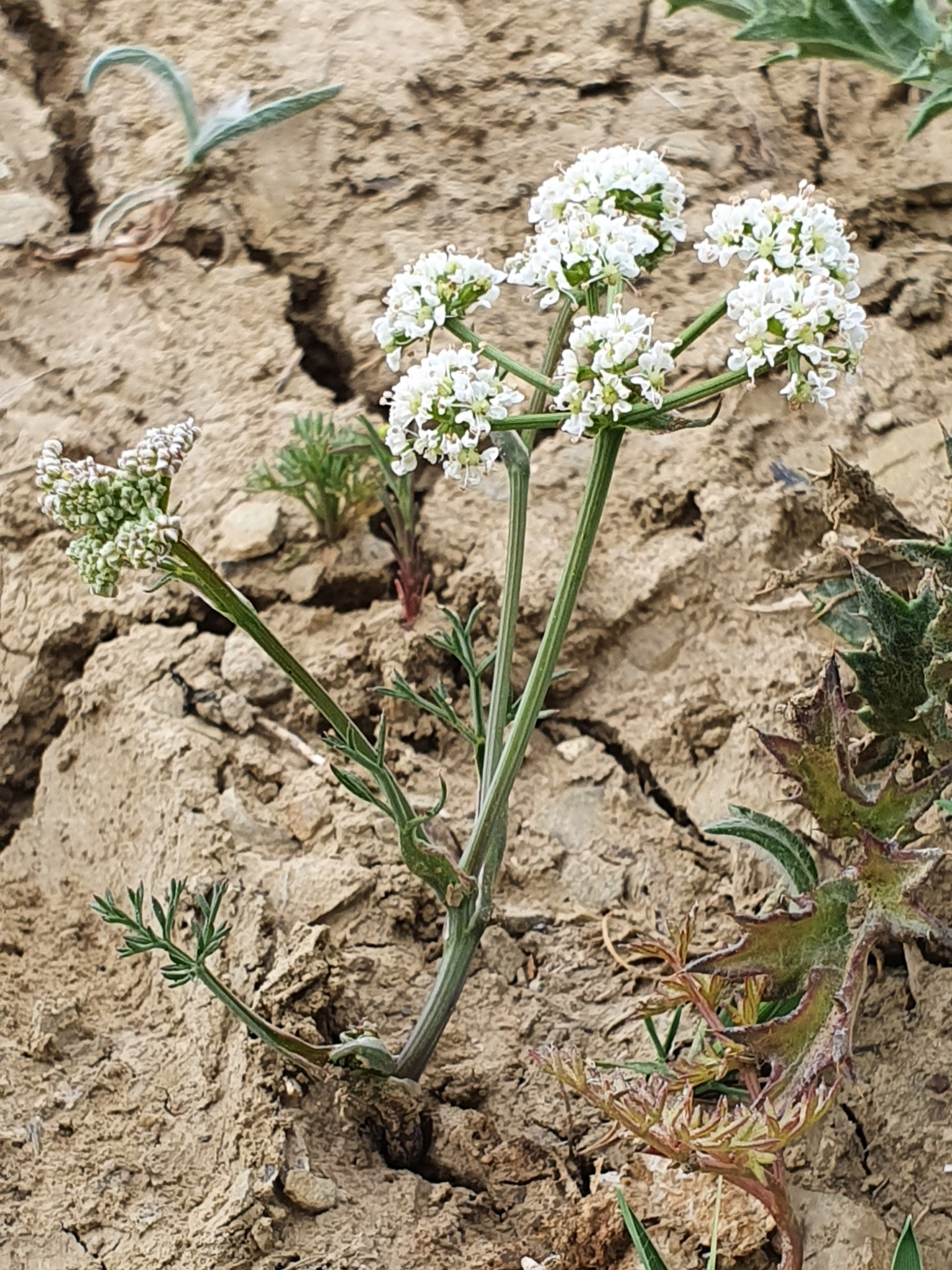
Habitus von Bunium pachypodum

- Bunium allioides Bani, Pimenov & Adıgüzel: Die 2012 neu beschriebene Art kommt in der Türkei vor.[6]
- Bunium alpinum Waldst. & Kit.  (Syn.: Carum alpinum (Waldst. & Kit.) Benth. & Hook. ex B.D.Jacks.): Sie ist in Südeuropa und Nordafrika verbreitet.[6] Es gibt etwa vier Unterarten.[6]
- Bunium angreni Korovin (Syn.: Elwendia angreni (Korovin) Pimenov & Kljuykov): Sie kommt in Usbekistan und Tadschikistan vor.[7]
- Bunium atlanticum (Maire) Dobignard: Sie kommt nur in Marokko vor.[6]
- Bunium avromanum (Boiss. & Hausskn.) Drude: Sie kommt im nördlichen Irak vor.[7]
- Bunium badachschanicum Kamelin (Syn.: Elwendia badachschanica (Kamelin) Pimenov & Kljuykov): Sie kommt in Tadschikistan vor.[7]
- Bunium badghysi (Korovin) Korovin (Syn.: Elwendia afghanica (Beauverd) Pimenov & Kljuykov): Sie kommt vom Iran bis Afghanistan und Turkmenistan vor.[7]
- Bunium bourgaei (Boiss.) Freyn & Sint.: Sie kommt von der nördlichen und östlichen Türkei bis Transkaukasien vor.[7]
- Bunium brachyactis (Post) H.Wolff: Sie kommt in Syrien, im Libanon und in der Türkei vor.[6]
- Bunium brevifolium Lowe: Dieser Endemit kommt nur auf Madeira vor.[6]
- Gewöhnlicher Knollenkümmel (Bunium bulbocastanum L., Syn.: Carum bulbocastanum (L.) W.D.J.Koch): Er ist in Europa und Nordafrika verbreitet.[6]
- Bunium capusii (Franch.) Korovin (Syn.: Elwendia capusii (Franch.) Pimenov & Kljuykov):  Sie kommt in Zentralasien vor.[7]
- Bunium caroides (Boiss.) Hausskn. ex Bornm.: Sie kommt in der Türkei vor.[6]
- Bunium chabertii (Batt.) Batt.: Sie kommt nur in Algerien vor.[6]
- Bunium cornigerum (Boiss. & Hausskn.) Drude: Sie kommt im nördlichen Irak und im nordwestlichen Iran vor.[7]
- Bunium crassifolium Batt.: Sie kommt in Algerien und in Tunesien vor.[6]
- Bunium cylindricum (Boiss. & Hohen.) Drude: Sie ist von der Türkei und Armenien bis Aserbaidschan verbreitet.[6]
- Bunium elatum (Batt.) Batt.: Sie kommt in Algerien vor.[6]
- Bunium elegans  (Fenzl) Freyn (Syn.: Carum elegans Fenzl): Sie ist von der Türkei, Syrien und Palästina bis Irak, Iran, Armenien und Georgien verbreitet.[6][4]
- Bunium ferulaceum Sm.: Sie ist in Südosteuropa und Vorderasien verbreitet.[6]
- Bunium fontanesii (Pers.) Maire: Sie kommt in Marokko, Algerien, Tunesien und Libyen vor.[6]
- Bunium hermonis (Post) Kljuykov: Sie kommt in der Türkei, in Syrien, im Libanon, in Israel und in Jordanien vor.[6]
- Bunium kandaharicum Rech.f.: Sie kommt in Afghanistan vor.
- Bunium longilobum Kljuykov
- Bunium luristanicum Rech.f.: Sie kommt im westlichen und südwestlichen Iran vor.[7]
- Bunium macuca Boiss.: Sie kommt in Marokko, Algerien, Portugal, Spanien und Mallorca vor.[6]
- Bunium microcarpum (Boiss.) Freyn & Bornm.: Sie auf Inseln der Ägäis, in der Türkei und in Vorderasien verbreitet.[6]
- Bunium nilghirense H.Wolff: Sie kommt im südlichen Indien vor.[7]
- Bunium nudum (Post) H.Wolff: Sie kommt im Gebiet von Syrien und Libanon und in der Türkei vor.[7]
- Bunium pachypodum P.W.Ball: Sie ist in Portugal, Spanien, auf den Balearen, in Frankreich mit Korsika, Marokko, Algerien, Tunesien und Libyen verbreitet.[6]
- Bunium paucifolium DC.: Sie kommt im Irak, Iran, in Syrien, in der Türkei, in Armenien und in Aserbaidschan vor.[4]
- Bunium persicum (Boiss.) B.Fedtsch. (Syn.: Carum persicum Boiss., Carum bulbocastanum auct. non (L.) W.D.J.Koch): Sie kommt im Iran, in Indien, Pakistan, Afghanistan und in Zentralasien vor.[4]
- Bunium pestalozzae Boiss.: Sie ist in der Türkei, in Syrien und im Libanon verbreitet.[6]
- Bunium pinnatifolium Kljuykov: Sie kommt in der Türkei vor.[6]
- Bunium rectangulum Boiss. & Hausskn.: Sie kommt im nördlichen Irak und im westlichen und südwestlichen Iran vor.[7]
- Bunium scabrellum Korovin: Sie kommt nur in Aserbaidschan vor.[6]
- Bunium simplex (K.Koch) Kljuykov: Sie kommt in der Türkei und in Armenien vor.[6]
- Bunium tenerum Hausskn.: Sie kommt in Griechenland vor.[6]

- Bunium verruculosum C.C.Towns.: Sie kommt in der Türkei vor.[6]

Nicht mehr zu dieser Gattung wird gerechnet:
- Bunium afghanicum Beauverd => Elwendia afghanica (Beauverd) Pimenov & Kljuykov[7]
- Bunium alatum Pimenov & Kljuykov => Elwendia alata (Pimenov & Kljuykov) Pimenov & Kljuykov[7]
- Bunium chaerophylloides (Regel & Schmalh.) Drude => Elwendia chaerophylloides (Regel & Schmalh.) Pimenov & Kljuykov[7]
- Bunium fedtschenkoanum Korovin ex Kamelin => Elwendia fedtschenkoana (Korovin ex Kamelin) Pimenov & Kljuykov[7]
- Bunium hissaricum Korovin => Elwendia hissarica (Korovin) Pimenov & Kljuykov[7]
- Bunium intermedium Korovin => Elwendia intermedia (Korovin) Pimenov & Kljuykov[7]
- Bunium kopetdagense Geld. => Elwendia kopetdagensis (Geld.) Pimenov & Kljuykov[7]
- Bunium kuhitangi Nevski => Elwendia kuhitangi (Nevski) Pimenov & Kljuykov[7]
- Bunium lindbergii Rech.f. & Riedl => Elwendia lindbergii (Rech.f. & Riedl) Pimenov & Kljuykov[7]
- Bunium longipes Freyn => Elwendia longipes (Freyn) Pimenov & Kljuykov (Syn.: Bunium korovinii R.Kam. & Geld.)[7]
- Bunium seravschanicum Korovin => Elwendia seravschanica (Korovin) Pimenov & Kljuykov[7]
- Bunium vaginatum Korovin => Elwendia vaginata (Korovin) Pimenov & Kljuykov[7]
- Bunium wolffii Kljuykov => Elwendia wolffii (Kljuykov) Pimenov & Kljuykov[7]

## Nutzung

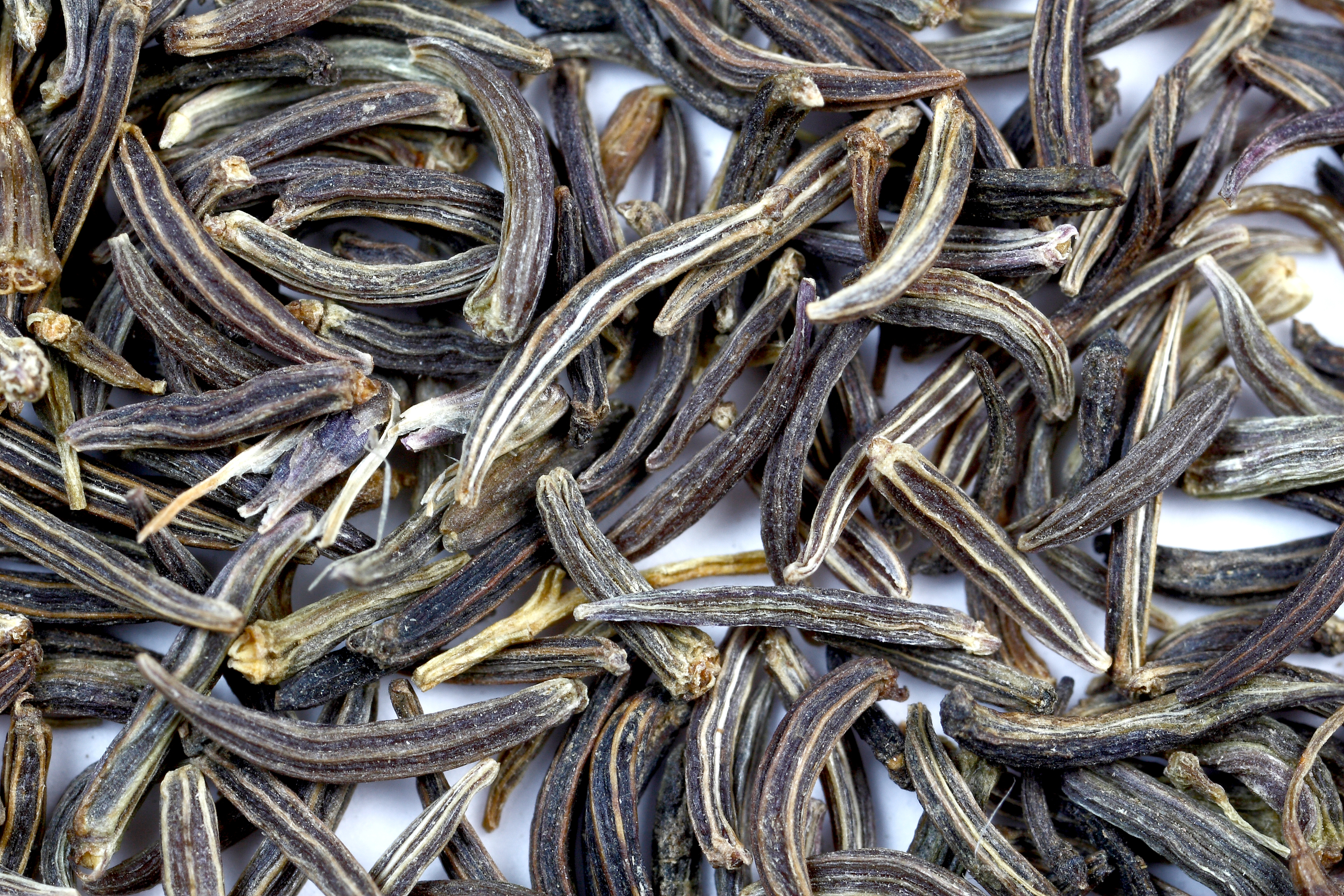
Teilfrüchte, als Gewürz Schwarzer Kumin genannt.

Die Wurzelknollen einiger Arten sind essbar und können roh oder gegart als Gemüse gegessen werden. Bei Bunium bulbocastanum schmecken die kleinen und schwierig zu erntenden Wurzelknollen sehr gut nach Kokosnuss, wenn sie gegart sind. Die Wurzelknollen von Bunium ferulaceum sind sehr klein und besitzen einen bitteren Geschmack.
Die Laubblätter des Gewöhnlichen Knollenkümmels werden roh oder gegart als Küchenkraut ähnlich wie Petersilie verwendet. Die Blüten von Bunium bulbocastanum werden frisch zum Würzen und als Dekoration verwendet.
Die Teilfrüchte von Bunium persicum und Bunium bulbocastanum werden Schwarzer Kumin genannt und als Gewürz verwendet; sie sind ein Kumin-Ersatz.
Die medizinischen Wirkungen von Bunium bulbocastanum wurden untersucht; es wirkt als Adstringens.